# Las Lesznowolski (przystanek kolejowy)
Las Lesznowolski – dawny przystanek osobowy kolejki wąskotorowej w Lesie Lesznowolskim, w gminie Grójec, w województwie mazowieckim, w Polsce.
Odcinek linii kolejowej pomiędzy Gołkowem a Grójcem przebiegający przez przystanek oddano do użytku 10 kwietnia 1914, jednak sam przystanek powstał w maju 1955 roku. Po raz pierwszy występował w rozkładzie jazdy na lato 1955 roku. Peron ziemny wraz z wiatą dla podróżnych znajdował się po zachodniej stronie toru kolejowego. Do 1 lipca 1991 przystanek obsługiwał rozkładowy ruch pasażerski.